# A Ship Comes In
A Ship Comes In este un film mut american din 1928 care spune povestea unor imigranți veniți în Statele Unite. Îi are în rolurile principale pe Rudolph Schildkraut, Louise Dresser, Milton Holmes, Linda Landi și Fritz Feld.
Scenariul a fost scris de Julien Josephson (poveste) (adaptare), John W. Krafft (titluri) și Sonya Levien. A fost regizat de William K. Howard. A fost nominalizat la Premiul Oscar pentru cea mai bună actriță (Louise Dresser).

## Prezentare
Filmul se concentrează pe familia Plezniks, o familie europeană care emigrează în Statele Unite chiar înainte de izbucnirea primului război mondial. Familia este extrem de optimistă în ceea ce privește noua lor viață, în special Peter, patriarhul familiei. Peter își face un prieten în persoana vecinului său, domnul Casey, care îl ajută să obțină un loc de muncă drept consilier la ambasada locală; după cinci ani, judecătorul ambasadei îl face pe Peter cetățean al Statelor Unite. În acest moment, cel mai mare copil al lui Petru, Eric, se înrolează în armată, cu același nivel de entuziasm ca și tatăl său. Mama Pleznik este însă îngrijorată, dar îl lasă să plece.
Într-un complot organizat pentru uciderea judecătorului ambasadei, Peter este închis atunci când un explozibil este ascuns într-un pachet pe care l-a oferit judecătorului drept cadou de mulțumire. După ce un juriu îl găsește vinovat, Peter se prăbușește în lacrimi, dar se întoarce în curând la eul său optimist normal în închisoare. Norocul său revine când adevăratul atentator, având conștiința încărcată, mărturisește poliției că el este făptașul. Pentru patriotismul său lăudat, Peter este eliberat, își primește înapoi slujba (precum și plata din perioada cât a fost închis) și se întoarce să-și vadă familia. După o primire călduroasă, Peter este descurajat să afle că Eric a fost ucis în acțiune. Dar durerea lui și a doamnei Pleznik se transformă în mândrie atunci când își aduc aminte că Eric era la fel de loial față de noua sa țară precum sunt și ei; filmul se încheie cu Peter salutând portretul fiului său pe perete.

## Distribuția
- Rudolph Schildkraut în rolul Peter Pleznik
- Louise Dresser în rolul mamei Pleznik
- Milton Holmes în rolul Eric
- Linda Landi în rolul Marthe
- Fritz Feld în rolul Sokol
- Lucien Littlefield în rolul Dan Casey
- Robert Edeson în rolul judecătorului Gresham
- Louis Natheaux în rolul Seymon

## Stare de conservare
Filmul este păstrat în Biblioteca Congresului, George Eastman House, Filmarchiv Austria.